# ۹۱۰ (قمری)
۹۱۰ (قمری)، نهصد و دهمین سال در گاهشماری هجری قمری است. اول محرم این سال برابر با بیست و چهارم ژوئن سال ۱۵۰۴ میلادی است.